# Seznam částí města Hradce Králové

Katastrální území Hradce Králové

Toto je seznam místních částí města Hradce Králové. První sloupec obsahuje název místní části, druhý přesný výsledek sčítání lidu z roku 1991, třetí z roku 2001, čtvrtý z roku 2011,  pátý z roku 2021 a šestý informativní data o rozloze stejnojmenného katastrálního území, které je ve většině případů prakticky totožné s danou místní částí (místní část Moravské Předměstí je vyčleněna z katastrálního území Třebeš a naopak část Nový Hradec Králové obsahuje i katastrální území Kluky).
| Část obce           | Sčítání 1991 | Sčítání 2001 | Sčítání 2011 | Sčítání 2021 | Rozloha k. ú. (ha)               |
| ------------------- | ------------ | ------------ | ------------ | ------------ | -------------------------------- |
| Březhrad            | 802          | 950          | 1 021        | 899          | 280                              |
| Hradec Králové      | 17 955       | 16 350       | 14 004       | 14 782       | 345                              |
| Kukleny             | 2 505        | 2 503        | 2 848        | 2 617        | 403                              |
| Malšova Lhota       | 518          | 526          | 813          | 869          | 194                              |
| Malšovice           | 2 585        | 2 670        | 2 658        | 2 557        | 237                              |
| Moravské Předměstí  | 6 785        | 6 163        | 4 996        | 5 350        | –                                |
| Nový Hradec Králové | 22 360       | 24 331       | 23 952       | 22 458       | 2 604                            |
| Piletice            | 171          | 198          | 201          | 186          | 303                              |
| Plácky              | 1 123        | 1 072        | 1 183        | 1 108        | 168                              |
| Plačice             | 738          | 686          | 736          | 737          | 731                              |
| Plotiště nad Labem  | 1 812        | 1 822        | 2 029        | 2 087        | 644                              |
| Pouchov             | 1 890        | 1 831        | 2 135        | 2 007        | 248                              |
| Pražské Předměstí   | 15 324       | 14 091       | 13 155       | 13 045       | 494                              |
| Roudnička           | 357          | 525          | 811          | 873          | 212                              |
| Rusek               | 308          | 328          | 396          | 411          | 478                              |
| Slatina             | 652          | 721          | 797          | 742          | 411                              |
| Slezské Předměstí   | 11 531       | 10 449       | 9 793        | 8 948        | 762                              |
| Svinary             | 641          | 757          | 1 030        | 1 064        | 342                              |
| Svobodné Dvory      | 2 230        | 2 171        | 2 291        | 2 632        | 694                              |
| Třebeš              | 6 882        | 6 488        | 6 591        | 7 225        | 463                              |
| Věkoše              | 2 748        | 2 651        | 2 520        | 2 436        | 554                              |
| CELKEM              | 99 917       | 97 283       | 93 960       | 93 033       | 10 567 (mimo Moravské Předměstí) |